# Numéro un (Battlestar Galactica)
Pour les articles homonymes, voir Numéro un.
Numéro un (ou Numéro 1) est un personnage de fiction de la série télévisée Battlestar Galactica, interprété par Dean Stockwell. Il leur est souvent fait référence en tant que Frère Cavil, d'après le nom du premier exemplaire connu. Il est le premier cylon humanoïde créé par les cinq derniers, et sa créatrice, Ellen, le nomme John, nom qu'il déteste. C'est lui qui est à l'origine de l'extermination des 12 colonies.
Le frère Cavil est un cylon humanoïde, qui apparaît sous la forme d'un homme excentrique presque septuagénaire ; c'est le cylon le plus âgé rencontré dans la série. À la différence de ses semblables, Cavil a un comportement sarcastique et le sens de l'humour. Il ne prend au sérieux ni la religion ni la mort.
Deux copies de Cavil sont présentes à la fin de la deuxième saison, dès l'épisode Posez votre fardeau — 1re partie.

## La copie sur leGalactica
Il apparaît d'abord comme un directeur de conscience appartenant au personnel de la flotte, que le chef Tyrol rencontre après qu'il a agressé Cally au moment où elle le réveillait d'un cauchemar récurrent. Tyrol en a déduit qu'il rêvait de se tuer lui-même, et Cavil suggère que Tyrol pense inconsciemment être un agent dormant cylon, comme l'était son ex-petite amie Sharon Valerii.
Cavil certifie à Tyrol qu'il n'est pas un cylon, en plaisantant : « moi j'en suis un et je ne vous ai vu à aucune de nos petites réunions ». En dépit de son rôle de prêtre, Cavil est critique vis-à-vis des Seigneurs de Kobol, affirmant à Tyrol que la prière ne l'aidera pas. Il déclare que les humains ont reçu le libre arbitre pour décider de leur propre destinée et que les Seigneurs de Kobol n'interviendront pas dans leurs affaires. Plus tard, Cavil rencontre la présidente Laura Roslin et lui propose de prier ces mêmes Seigneurs pour le succès de Roslin dans la campagne présidentielle qui l'oppose à Gaïus Baltar.

## La copie sur Caprica
Une deuxième version de Cavil apparaît parmi les survivants de Caprica que Kara « Starbuck » Thrace réunit après une mission de sauvetage sur la planète. Pendant une attaque, les cylons cessent soudainement le feu et se retirent. Le Cavil de ce groupe annonce que les cylons ont quitté Caprica et les ont épargnés. Alors qu'ils ont rejoint la flotte, le chef Tyrol repère le deuxième Cavil débarquant d'un Rapace et prévient les gardes que c'est un cylon. Celui-ci reconnaît l'être, apportant un message pour leur chef. L'amiral Adama le fait jeter en prison. Pendant ce temps, le premier Cavil est arrêté et proteste de son innocence avec emphase jusqu'à ce qu'il voie son jumeau dans la prison. Il dit juste « Oh... okay alors... » et entre calmement dans la cellule.
Le deuxième Cavil délivre un message à Roslin annonçant que l'attaque des Douze Colonies par les cylons, ainsi que la poursuite de la Flotte Coloniale, étaient des erreurs. Il explique ensuite que deux héros cylons, le modèle Numéro six connue sous le nom de Caprica Six et le Numéro huit (Sharon Valerii – la copie en poste sur le Galactica qui avait tiré sur l'amiral Adama), les ont convaincus que la guerre était futile. Il affirme que bien que le cylons soient des machines, ils s'efforcent d'être les meilleures machines possible, et croient qu'ils s'élèveront un jour au-dessus de leurs créateurs. Leur première étape était de remplacer l'humanité et ils ont cru qu'ils pourraient y parvenir en déroutant la vie et en prenant la place des hommes. Ils ont toutefois convenu qu'ils n'étaient pas devenus meilleurs que ces créateurs qu'ils méprisent et offrent de surseoir au génocide, suggérant que l'Humain et le cylon aillent chacun leur chemin.
Adama et Roslin rejettent rageusement cette idée, déclarant qu'ils ne peuvent tout simplement pas partir au loin après que les cylons ont détruit leurs mondes d'origine. Adama demande aux deux Cavil si le nouveau plan vient de leur dieu, à quoi ils rétorquent qu'« il n'y a aucun Dieu », et que Dieu a été créé par l'homme primitif pour expliquer l'inexplicable, bien qu'ils reconnaissent que ni l'une ni l'autre position ne peut être prouvée. Malgré la sincérité apparente du message et l'offre de trêve, Roslin ordonne que les deux Cavil soient éjectés dans l'espace ; elle persifle qu'ils découvriront rapidement si leur dieu existe ou non.

## Les copies sur New Caprica
Au moins deux modèles Cavil sont présents sur New Caprica après l'occupation cylon. Ceux-là manifestent des sentiments anti-humains particulièrement venimeux, prenant un grand plaisir à railler les prisonniers humains et tenant pour quantité négligeable les pertes humaines lors des attentats suicides des insurgés. Ils continuent à afficher l'athéisme apparent des précédents modèles Cavil à bord du Galactica.
Cavil est l'un de trois cylons qui embarquent sur le Galactica pour rencontrer l'amiral Adama au sujet de l'Œil de Jupiter. Il est disposé à remettre Gaïus Baltar aux Coloniaux en plus d'une contrepartie pour la relique, « pour adoucir la perte ». De retour sur le vaisseau mère, Cavil estime que l'annihilation du Galactica est la meilleure option avec l'éloignement, étant donné que les cylons sont des machines et peuvent attendre l'extinction de la flotte humaine si nécessaire.

## Vengeance contre l'humanité et contre ses créateurs
On apprend l'histoire de John Cavil au cours de la quatrième saison. Il est le premier modèle humanoïde créé par les Cinq Derniers et les a aidés dans la conception des 7 autres. Cependant, aigri par sa ressemblance avec les humains qui, selon lui, le limite mentalement et physiquement, il se révolte contre ses créateurs. Il les abat et les envoie, après les avoir rendus amnésiques, sur les Douze Colonies afin qu'ils constatent la laideur de l'humanité et assistent à son extermination par les cylons. Personnage sadique, selon l'expression d'Ellen, il profite de l'amnésie des cinq derniers pour les faire souffrir, torturant le colonel Tigh et lui arrachant un œil, et en forçant Ellen à coucher avec lui.

## Caractéristiques générales
Une observation faite par Sharon « Boomer » Valerii indique que Cavil est contre l'idée des cylons se reproduisant biologiquement, ce qui se comprend vu son manque de foi dans le dieu cylon, dont les commandements incluent « soyez féconds ».
Cavil est connu pour déclamer de façon sarcastique des dialogues associés aux stéréotypes de la science-fiction, tels que « amenez-moi à votre chef » et « nous venons en paix ».